# Ma lai
Ma lai (tiếng Thái: กระสื - k'rà-sử, tiếng Khmer: អាប - áp, tiếng Latinh: ກະສື - kạ-sử) là một hồn ma nữ xuất hiện về đêm trong văn hóa dân gian Đông Nam Á. Ma lai thường xuất hiện với hình ảnh không có cơ thể, chỉ có đầu của một người phụ nữ và phần khí quản nối xuống nội tạng lủng lẳng ở dưới.
Với hình dạng kì dị, ma lai di chuyển bằng cách bay lơ lửng trong không trung. Phần họng của ma lai có thể đầy đủ toàn bộ cổ với da thịt hoặc chỉ có khí quản. Nội tạng bên dưới thường gồm có tim và dạ dày, tượng trưng cho sự thèm khát ăn thịt của hồn ma này. Nội tạng có thể thấm máu và phát sáng.
Bên cạnh Thái Lan, Lào và Campuchia, ma lai cũng xuất hiện trong văn hóa dân gian Malaysia với tên gọi penanggalan hay hantu penanggal, ở Indonesia với một số tên như leyak, palasik, selaq metem, kuyang, poppo, và parakang. Tại Việt Nam, ma nữ này có tên gọi là ma lai (trong truyền thuyết của các dân tộc ở khu vực Tây Bắc). Philippines cũng có ma manananggal tương tự, chuyên đi săn lùng phụ nữ có thai.